# Waldfriedhof (München)

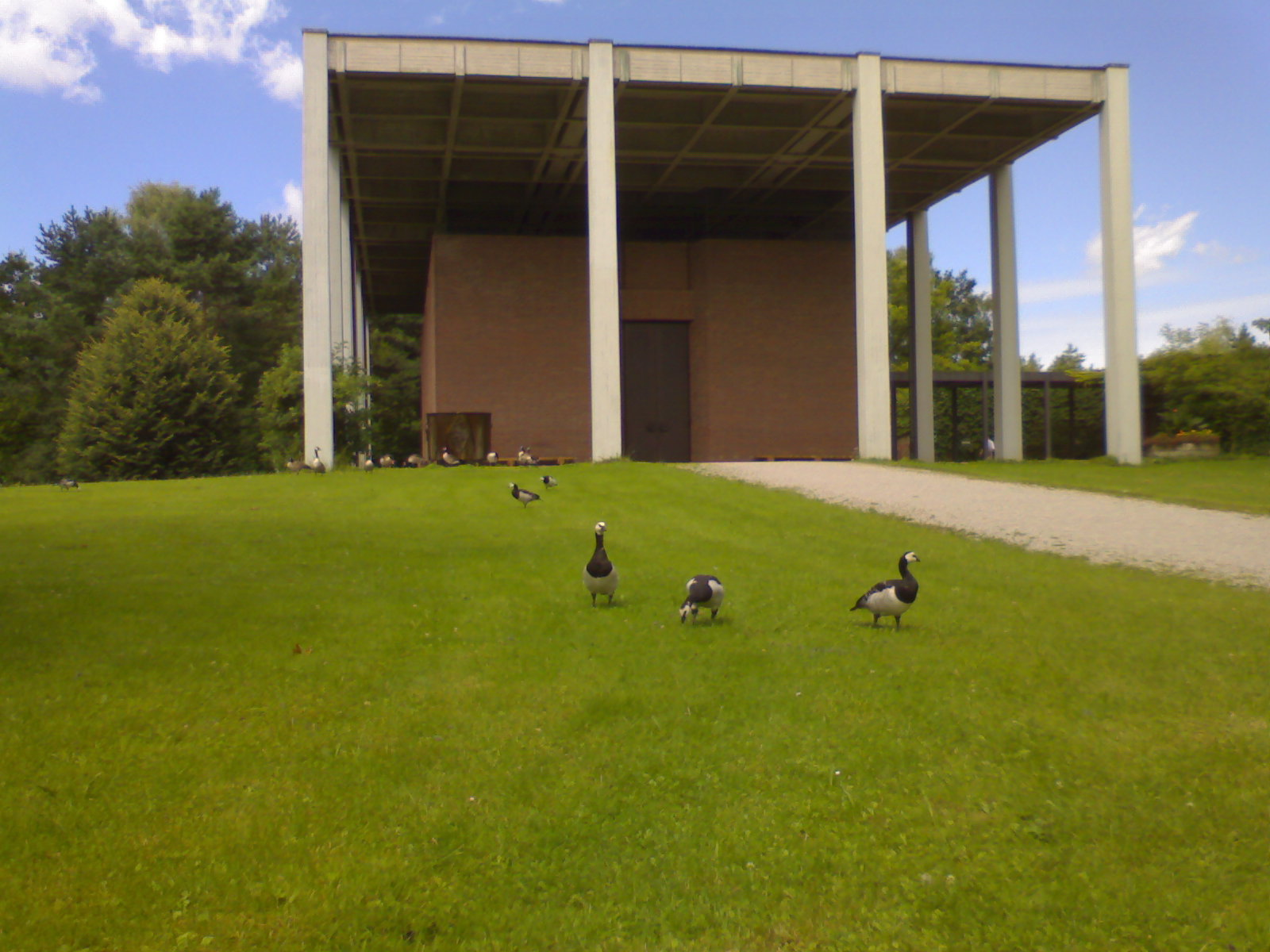
Hal om lijken op te baren

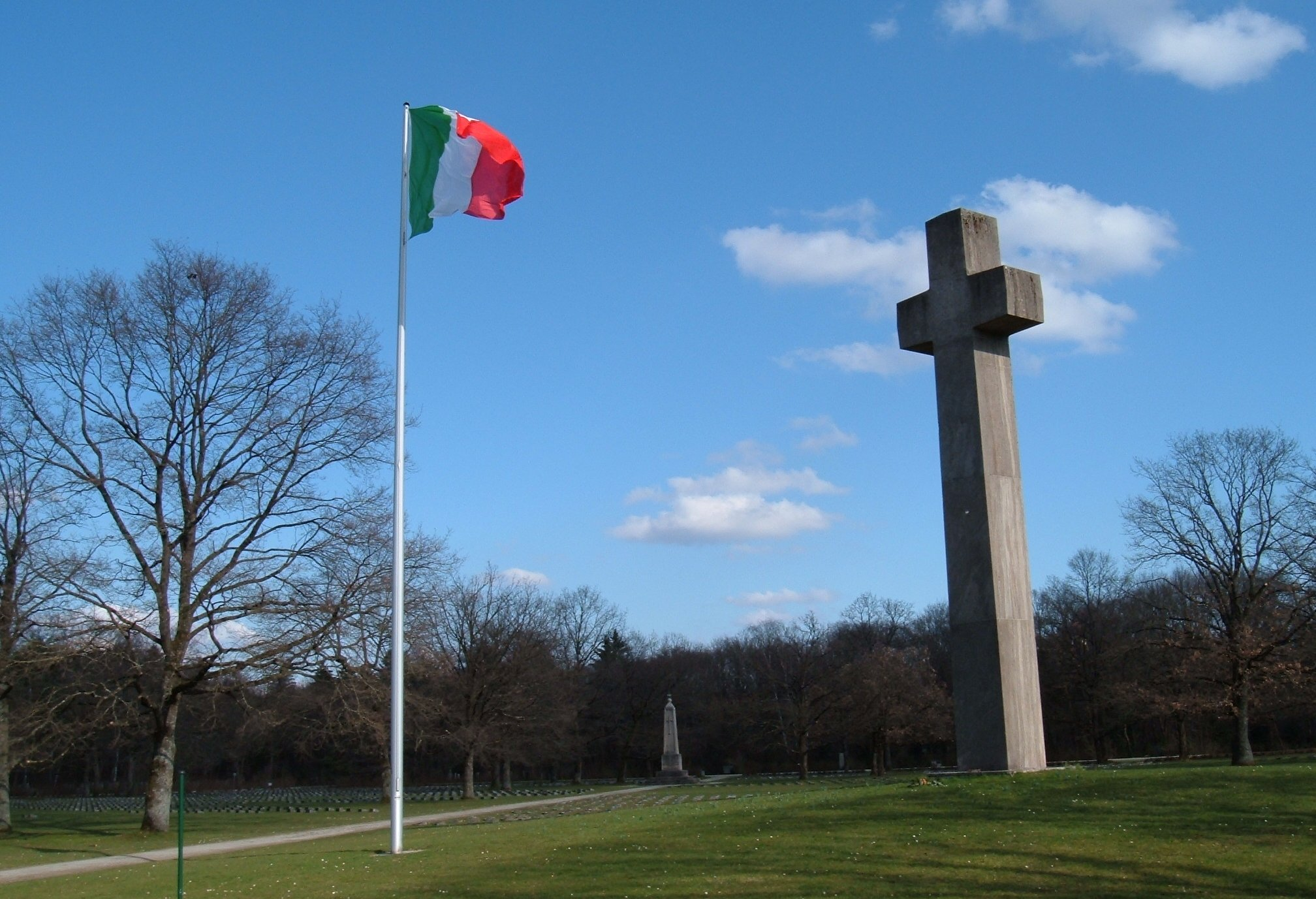
Cimitero Militare Italiano

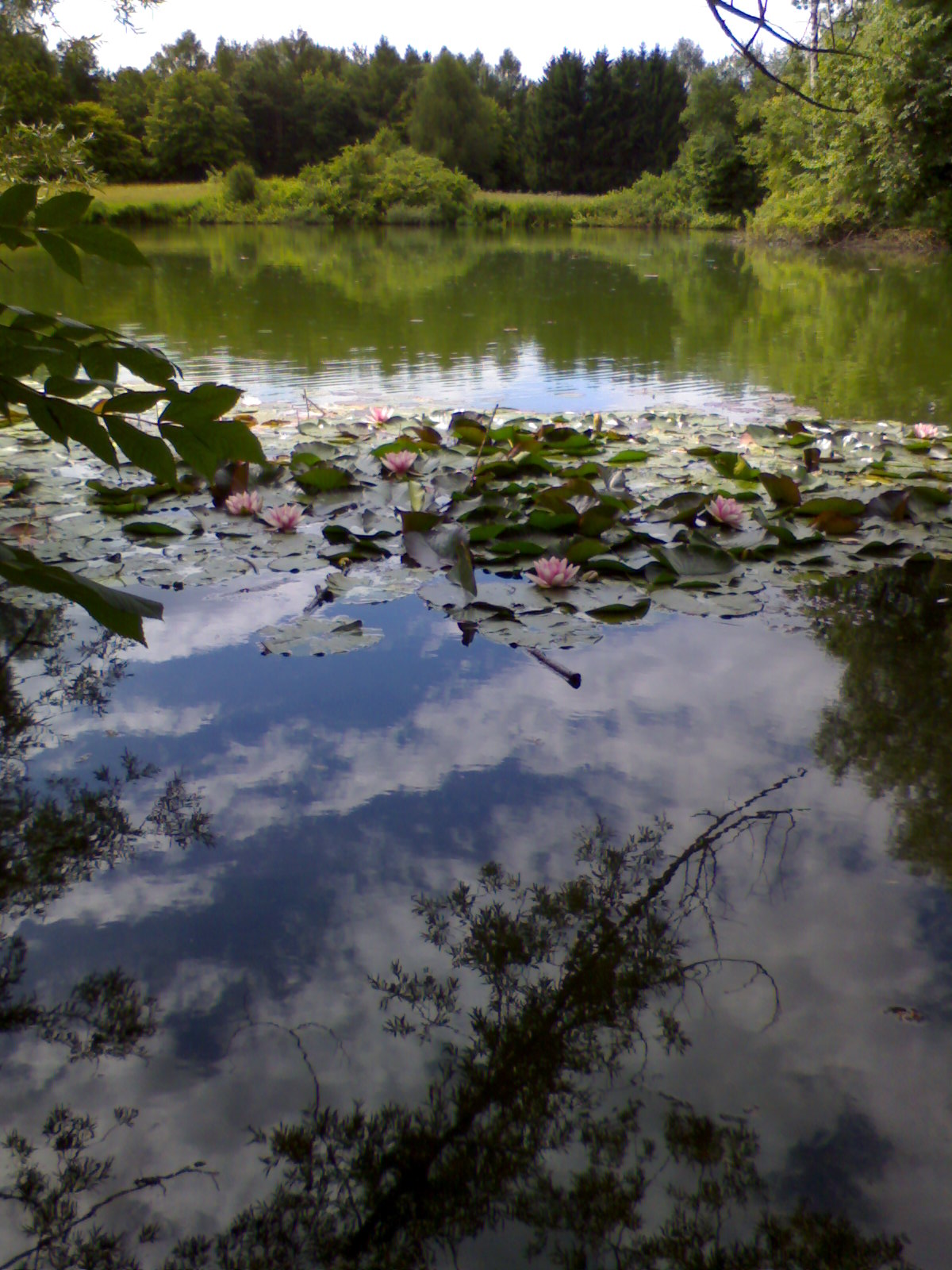
Waterpartij

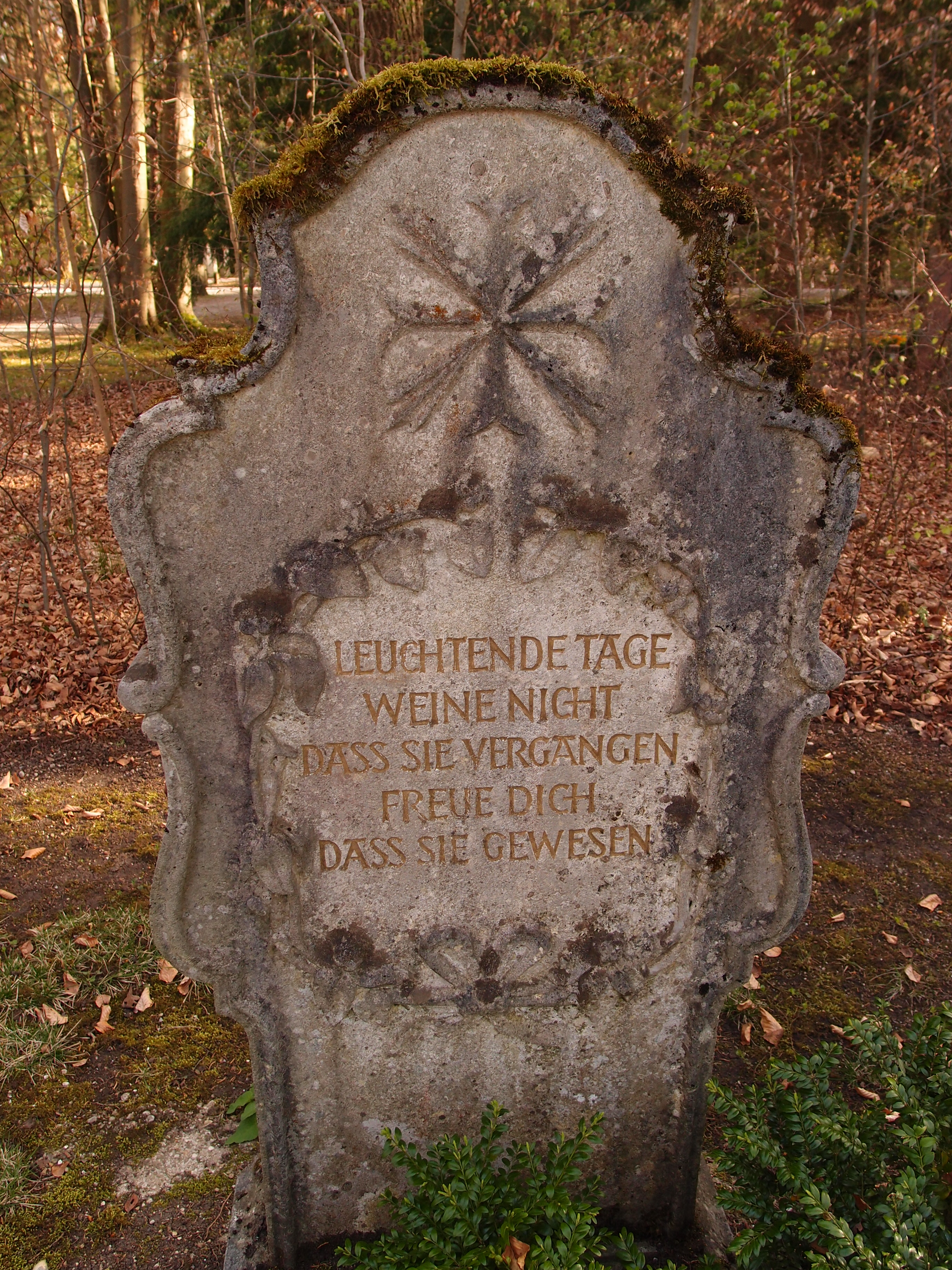
Oude grafzerk

Het Waldfriedhof te München is het eerste kerkhof zonder strakke meetkundige vormen in Duitsland.

## Begin en uitbreiding
Professor Hans Gräffel bedacht een kerkhof zonder strakke meetkundige vormen.
In 1905 begon de aanleg van het kerkhof in het toenmalige Hochwaldforst van Schloss Fürstenried. In 1907 waren al 35.000 graven klaar.
Van 1963 tot 1966 breidde Professor Hans Römer het kerkhof uit met een nieuw deel voor 24.000 graven. Nu zijn er 59.000 graven op 170 hectare.

## Soldatenkerkhoven
Het aangrenzende Soldatenfriedhof maakt deel uit van het Waldfriedhof en daar liggen 3543 slachtoffers van beide wereldoorlogen begraven, waarmee dit het grootste van Duitsland is. Los daarvan is er ook het Cimitero Militare Italiano waar 3238 Italiaanse soldaten begraven liggen.

## Pluralisme
In 1955 werd op het Waldfriedhof het eerste islamitische grafperk van Duitsland ingericht.
In het nieuwe deel werd in perk 477b het Neuer Jüdischer Friedhof München aangelegd onder toezicht van de liberale joodse gemeenschap Beth Shalom.
De stad stelt ook 40 bomen ter beschikking om urnen te begraven.

## Hersenen
Op 25 mei 1990 richtte de Max-Planck-Gesellschaft onder voorzitter Heinz A. Staab een gedenkteken op voor de slachtoffers van het nationaalsocialistische programma voor euthanasie. De hersenen van de slachtoffers die aan het Kaiser-Wilhelm-Institut (KWI) voor hersenonderzoek te Berlijn en het KWI voor psychiatrie te München onderzocht zijn, werden daar begraven.

## Lijst van begraven personen
- Hertog Christoph in Bayern
- Hans Ehard
- Alfons Goppel
- Georg von Vollmar
- Stepan Bandera
- Alfred von Tirpitz
- Leo Bardischewski
- Karl Ludwig Diehl
- Heidi Brühl
- Hansjörg Felmy
- Fritz Kortner
- Karl Schönböck
- Leni Riefenstahl
- Paul Verhoeven
- Karl Amadeus Hartmann
- Max Reger
- Fritz Wunderlich
- Lena Christ
- Michael Ende
- Werner Finck
- Paul Heyse
- Frank Wedekind
- Jakob Heilmann
- Heinrich Hugendubel
- Hugo Junkers
- Carl Krone
- Michael Schottenhamel
- Friedrich Wamsler
- Werner Heisenberg
- Carl von Linde
- Hans Grässel
- Theodor Fischer
- Friedrich von Thiersch
- Franz von Stuck
- Jaroslav Stetsko
- Karl Stöhr